# Cogliate
Cogliate (San Dalmazi in dialetto brianzolo, AFI: [sã dalˈmatsi]) è un comune italiano di 8 445 abitanti della provincia di Monza e della Brianza in Lombardia.

## Geografia fisica

### Territorio
Cogliate sorge a ridosso della propaggine nord-occidentale delle Alte Groane, a circa 18 km da Como, 16 km da Monza, e 22 km da Milano in linea d'aria. Dista inoltre in linea d’aria circa 19 km dal confine Svizzero, motivo per il quale Cogliate, è inserito nei Comuni di Frontiera. Il suo territorio è situato nelle prime colline della Brianza, ha un'altitudine media di 235 m s.l.m. e si colloca all’interno del Parco Regionale delle "Groane e della Brughiera Briantea" (solitamente abbreviato in Groane). Si trova in un'area caratterizzata da sedimenti di origine fluvio-glaciale, terrazzati, con alterazioni superficiali più o meno accentuate a seguito dell'evoluzione storico-urbanistica del luogo. Il comune si estende per 695 ettari, ivi comprese le frazioni di San Damiano, Cascina Clerici e una porzione di Cascina Nuova.
Il territorio di Cogliate confina con ben otto Comuni: a nord est con Lentate sul Seveso (MB), a nord con Misinto (MB), a est con Barlassina (MB) e Seveso (MB), a nord ovest con Rovello Porro (CO) e Saronno (VA) a sud con Ceriano Laghetto (MB), a sud est con Cesano Maderno (MB).

### Clima
Cogliate rientra nel classico clima continentale, spesso caratterizzato da inverni freddi. In estate invece ritroviamo un clima caldo umido con temperature che spesso avvicinano e superano i 30 gradi. Non mancano comunque i temporali che, dalle vicine Prealpi Lombarde, si manifestano nel territorio solitamente da aprile a settembre inoltrato.

## Origini del nome
Lo storico D. Olivieri riconduce il toponimo Cogliate al nome personale Colius o Collius . Non sono, tuttavia, da escludere altre soluzioni, come quella legata alla particolare posizione di Cogliate, posto su un piccolo colle (lat.: collis) delle Groane.

## Storia

### Età antica
A tutt'oggi non si conoscono reperti celtici o romani provenienti da Cogliate. Si può invece ipotizzare l'esistenza in tutta la dorsale del pianoro delle Groane, almeno a partire dal dominio romano, di un'attività umana legata allo sfruttamento di laterizi. Numerosi sono i rinvenimenti di manufatti derivati dalla cottura in fornaci, provenienti dalle località confinanti con Cogliate.
Occorre tener presente che la mancanza di reperti pre-medioevali riferentesi alla presenza di fornaci nelle Groane debba ricercarsi alla scarsa importanza che si attribuiva nei secoli scorsi ai ritrovamenti di questo genere, poco vistosi e considerati di poco conto e d'interesse esiguo.

### Medioevo
Sul finire dell'VIII secolo, l'organizzazione ecclesiastica milanese, dopo l'influsso della presenza di una forte personalità, come quella di sant'Ambrogio nei secoli precedenti, era ben diffusa e delineata.
Alla primitiva chiesa battesimale di Seveso capopieve, si rivolgevano, per la liturgia, gli abitanti dei villaggi circostanti, tra cui Cogliate, dove probabilmente esisteva, come attestato per altre località finitime, un modesto oratorio.
All'inizio del X secolo, con il rinnovamento dell'epoca ottoniana, l'Insubria visse un momento di particolare crescita economica, sociale, politica ed organizzativa: il commercio si diffondeva, l'agricoltura e l'artigianato ricevevano nuovi impulsi.

#### Il monastero delle Benedettine di San Dalmazio
Un documento del 4 luglio 1184 getta uno sguardo abbastanza ampio, per i tempi che corrono, sulla realtà politica ed economica del paese. Infatti si parla della sentenza dei Consoli di Milano in seguito ad una lite sorta tra la badessa del Monastero e omnes homines de loco Colliate rappresentati da Giovanni da Cermenate e Giovanni Gallina, consoli del luogo.
I consoli condannarono gli abitanti di Cogliate a prestare il sacramentum salvamenti, o giuramento collettivo, di salvaguardia dei beni del monastero e …pronuntiavit ut singuli homines de Colliate decimam dent eidem abbatisse de omni blava, et omnibus leguminibus, et vino, et lino, et rapis, et nucibus, et castaneis, et nominatim de lupinis, et vecia, et moco, et bulgara… in campo vel in area ubi ipsa elegerit, secundum illam portionem que eidem monasterio pertinet….
La sentenza dimostra che gli abitanti del borgo cogliatese avevano un rapporto di dipendenza feudale con il monastero di San Dalmazio: erano tenuti a versare alle benedettine le decime su alcuni prodotti agricoli, alla custodia dei loro beni ed all'uso del pascolo comune. Sono da mettere in evidenza i tipici prodotti della terra a larga diffusione allora.
L'istituzione monastica di Cogliate, nel corso del XV secolo, subisce un drastico ridimensionamento, a causa della decadenza dei costumi. Nel 1466, il monsignor Giacomo Torre, delegato pontificio e vescovo di Parma, fece la prima mossa per unire il monastero benedettino di San Dalmazio, ridotto ormai a due sole monache residenti, col monastero di Santa Maria in Valle di Milano. Il Torre stese l'atto di aggregazione il 16 gennaio 1468, ma non essendosi fatta menzione di una delle due monache, Ursina, bisognò chiedere la sanatoria al pontefice e fu data da papa Sisto IV nel 1479 dopo undici anni. L'aggregazione a Milano e la riduzione a due sole monache non ridusse, tuttavia provvisoriamente, il peso sociale e religioso che l'ente benedettino aveva fin lì avuto sull'intero nostro villaggio.

#### La rettoria
Lo Status Ecclesie Mediolanensis anni MCCCCLVI mette in rilievo i profondi cambiamenti intervenuti nell'organizzazione ecclesiastica plebana a quel tempo. Quasi tutte le cappelle poste nei villaggi sottoposti alla pieve di Seveso divennero rettorie. Ciò vuol dire che alla gestione di queste cappelle sovrintendevano sacerdoti non più provenienti dalla sede plebana, ma stabilmente legati alla località assegnata: fra queste c'è anche la chiesa parrocchiale di Cogliate, dedicata ai santi Cosma e Damiano.
Più tardi, con una bolla datata 28 febbraio 1543, le suore benedettine del monastero di S. Maria in Valle ottennero da papa Paolo II l'unione della chiesa parrocchiale dei Sant Cosma e Damiano e relativi beni con la chiesa di San Dalmazio (annessa precedentemente al monastero locale), di loro giurisdizione. Le monache di Santa Maria in Valle si impegnano, in cambio di detta aggregazione, ad utilizzare le rendite provenienti dal beneficio della chiesa, denominata parrocchiale, dei Santi Cosma e Damiano a favore del mantenimento di un sacerdote, amovibile, secolare o dell'ordine dei mendicanti regolari, per fare "esercire la Cura delle Anime di detto Popolo di Coliate".
Le monache, in poche parole, si sono assunte il privilegio, con relativo onere, di nominare il cappellano per la cura liturgica e pastorale del popolo. Esente da questa giurisdizione rimaneva la chiesetta rustica dedicata a san Giovanni Battista costruita attorno al 1510 o 1520, per volere di un certo Aloysius Bossius.

### Età moderna
Nel 1568 la popolazione del paese ammonta a 343 persone, di cui 183 da comunione, e 50 nuclei familiari.
Tra le famiglie prevalgono i Borghi, Basilico, Campi, Grassi, Castelnovo, Beretta, Fusi e Vago. Negli anni della peste del 1576 e del 1629 si assiste ad un diminuzione della popolazione.

#### Le visite pastorali
Le visite pastorali, iniziate in epoca tridentina, documentano lo stato in cui si trova nel XVI secolo la chiesa locale.
A parte la descrizione materiale dei tre edifici ecclesiastici, dei loro beni, dello stato di conservazione della suppellettile religiosa, la presenza di cappelle, la tenuta dei libri anagrafici (nascite, matrimoni, morti) ed altri registri di carattere prettamente spirituale (cresimati, comunicandi, ecc.) vi sono anche notizie sulla condotta morale di alcuni personaggi più o meno noti, che vengono pubblicamente richiamati a tenere un comportamento ispirato ai principi religiosi dominanti nel tempo.
Dalla lettura emerge che il borgo di Cogliate viene chiamato San Dalmazio, come il titolare della chiesa di proprietà delle monache di Santa Maria in Valle di Milano; la chiesa dei Santi Cosma e Damiano continua ad essere chiamata col titolo di parrocchiale; la situazione del clero locale è confusa in quanto è presente un cappellano-curato, che ha in cura d'anime anche il paese di Birago e il curato di Rovello che celebra in alcune ricorrenze messe nella cappella di Santa Maria; nella chiesa dei Santi Cosma e Damiano celebra un sacerdote mantenuto dal popolo; nella chiesetta dedicata a san Giovanni Battista è avvenuto un fatto di sangue (di cui non si conoscono gli estremi).

#### La nuova chiesa parrocchiale
I primi decenni del XVI secolo la chiesa parrocchiale di San Dalmazio, da tempo in condizioni precarie e del tutto insufficienti per l'aumentata popolazione, viene ricostruita ex novo e dedicata a san Giovanni Battista. Questa volta la richiesta della nuova costruzione passa attraverso la popolazione del luogo e l'istituzione comunale. Nel 1636 iniziano i lavori e il tempio viene ricostruito non distante dalla vecchia e fatiscente chiesa, dove ora sorge l'attuale chiesa parrocchiale. Il popolo volle che la nuova chiesa di San Giovanni Battista assumesse il titolo di parrocchiale sostituendosi a quella di San Dalmazio e che tutte le ordinarie funzioni liturgiche si svolgessero nella nuova chiesa.
C'era poi il problema della casa parrocchiale, attigua alla vecchia chiesa di San Dalmazio, ridotta anch'essa in condizioni miserevoli. Si venne ad un accordo tra le monache, che possedevano sempre i loro diritti, il popolo e l'istituzione comunale, unitamente al benestare arcivescovile, e si stabilirono una serie di diritti ed impegni reciproci. La nuova chiesa di San Giovanni Battista prese il titolo di parrocchiale, in sostituzione di quella di San Dalmazio. Le monache mantennero gli antichi diritti sul nuovo tempio, precedentemente vantati sulla vecchia chiesa di San Dalmazio. La nuova casa parrocchiale fu costruita a ridosso della nuova chiesa con il contributo di 1550 lire imperiali da parte monache.
Le monache rimanevano proprietarie della vecchia chiesa e della fatiscente canonica, con piena disponibilità all'utilizzo del materiale recuperabile in caso di distruzione o totale rovina. La scelta del vicario curato continuava a spettare alle reverende monache di San Maria in Valle di Milano.

#### Dominazione spagnola
A partire ufficialmente dal 1559, Cogliate e il Ducato di Milano passano alla corona spagnola. In questo periodo avviene una buona crescita demografica: dai circa 350 abitanti del 1568, si passò ai 440 del 1603, per superare quota 500 nel 1653. La popolazione era strettamente legata al lavoro agricolo, con una piccola presenza di comuni attività artigiane. La proprietà terriera era in mano a poche famiglie, in maggior parte residenti altrove. Gli abitanti di Cogliate erano composti da pochi gruppi familiari che frequentemente si incrociavano attraverso il matrimonio.
La mortalità infantile era un fenomeno assai diffuso ovunque: a Cogliate si avevano tre decessi su dieci nati vivi, nei primi sei mesi di vita. Non pochi nascevano già morti o morivano nelle prime ore successive al parto.
Un altro fenomeno di interesse generale, fu il proliferare, di feroci briganti e comuni malandrini. Famose erano state, un secolo prima, le sanguinarie gesta dei banditi Giacomo Legorino da Limbiate e Battista Scorlino da Mombello. Costoro seminarono, per lungo tempo, il panico tra coloro che viaggiavano lungo le strade del nord-ovest milanese e del
vicino Comasco. Questi banditi d'assalto avevano i loro rifugi nei boschi della Merlata (tra il Ticino e la pieve di Bollate), nella brughiera delle Groane e nei boschi Comaschi. 
Nelle cronache del tempo, intorno alla metà del Seicento, riuscì a trovarvi spazio anche un cogliatese, certo Giovanni Battista Castelnovo, reo di aver rapinato un passante di Ceriano lungo un sentiero interno alle Groane.

#### Dominazione austriaca
Nel 1706 il Ducato di Milano entra fra i domini degli Asburgo d'Austria.
Alla morte del sacerdote Carlo Antonio Confalonieri (1717) si registra che la casa parrocchiale annessa alla chiesa dei Santi Giovanni Battista e Dalmazio, sede parrocchiale, versava in condizioni di estrema rovina. La questione fu di rilevante interesse pubblico, in quanto ancora la gestione ruotava intorno alle monache di Santa Maria in Valle. La vertenza si concluse nel 1726 scaricando sulla comunità di Cogliate le spese occorrenti alla riparazione.
Nel 1722 fu approntata la prima mappa catastale di Cogliate. Nel foglio VI si evidenzia una porzione di territorio, confinante con Cassina Ferrara, totalmente ad uso agricolo, denominato arativo e arativo moronato (ovvero con la presenza di fila di gelsi per l'allevamento del baco da seta). Nicola Papis e Ottavio Castelli di San Pietro risultano essere i maggiori proprietari terrieri. Nel foglio VIII viene messa in evidenza la porzione di territorio centrosettentrionale di Cogliate, lasciata soprattutto a brughiera, che ancor oggi copre buona parte della fascia orientale della superficie comunale verso Barlassina e, in misura ridotta ad aratorio moronato. I maggiori proprietari dell'area interessata risultano i Vimercati, le monache di Santa Maria in Valle di Milano ed Ottavio Castelli di San Pietro.
La carta topografica del tempo riproduce in modo evidente la ridistribuzione del suolo: la porzione occidentale, quasi totalmente agricola e assai fertile; il nucleo urbano; la porzione orientale, interessata dalla brughiera del pianoro delle Groane, con la presenza di piccoli corsi d'acqua a carattere torrentizio.
L'economia locale era dunque essenzialmente agricola, con limitate iniziative artigianali e commerciali. Mais, miglio, segale, frumento e legumi erano le coltivazioni più praticate.
Nel 1770, su una popolazione complessiva di 532 abitanti, i "maschi collettabili", aventi cioè un'età compresa di cui sopra e tenuti all'imposta ordinaria, erano 163. Gli anziani di sesso maschile (ovvero di età superiore ai 60 anni) risultavano in numero di 11, mentre 102 erano i maschi in età inferiore ai 14 anni e 256 il totale delle donne. Nel comune di Cogliate erano iscritti nei rispettivi ruoli di categoria i seguenti artigiani e commercianti: un oste, un ferraio, tre falegnami, due tessitori di tela di lino e un sarto.
Ottemperando alle nuove normative del Supremo Consiglio scompariva un'altra antica consuetudine medioevale: le proprietà comuni. L'alienazione dei beni incolti delle comunità di Cogliate avvenne il 12 ottobre del 1782 sulla pubblica piazza della Comunità dove "si riunirono i deputati dell'estimo". Il prezzo di stima, con base d'incanto, fu fissato in 23 lire e 8 soldi a pertica. Le offerte dei privati, convenuti per l'affare, salirono vorticosamente fino ad arrivare all'offerta definitiva di ben 29 lire e 15 soldi.
Essendo inoltre che l'autorità austriaca emanava, in quel tempo, delle disposizioni volte a risolvere in via definitiva i problemi inerenti al luogo ed alle modalità delle sepolture, nel 1783, anche il comune provvide a costruire il cimitero sul luogo dove, in seguito, furono costruiti l'edificio scolastico e l'abitazione del coadiutore parrocchiale.

### Età contemporanea

#### La dominazione napoleonica
I cambiamenti in atto nel resto d'Europa si abbatterono anche sul Ducato di Milano, che venne occupato da Napoleone nel 1797. Con la soppressione di matrice rivoluzionaria degli enti religiosi, i resti del monastero di San Dalmazio e l'annesso decadente oratorio, furono acquistati da un certo Isimbaldi di Ceriano Laghetto. Sul terreno dell'ex complesso monastico, l'Isimbaldi costruì un gruppo di case coloniche ed eresse una cappelletta sul luogo dell'antica chiesa di San Dalmazio. Le case e l'oratorio passarono in seguito all'opera pia Fatebenefratelli. Il regio decreto del 4 novembre 1809 decretò la soppressione del Comune di Cogliate, annesso a quello di Ceriano.

#### Nel Regno Lombardo-Veneto
Gli austriaci ripristirarono prontamente l'autonomia comunale di Cogliate. L'amministrazione lombardo-veneta, sotto la guida del governo austriaco, s'impegnò a risistemare tutta la viabilità dell'ex-Ducato, provvedendo a dotare di una rete viaria più consona ai tempi l'area gravitante intorno a Saronno Seregno e centri maggiori.
Buona parte delle direttrici stradali che conducevano ai vicini centri di Saronno Seregno Cantù e Barlassina, furono corretti per accorciare le distanze e facilitare la transitabilità di carri e pedoni. Sul finire del 1826 fu approvata l'opera di "rettilineamento" della vecchia strada che da Cogliate, attraverso Cassina Ferrara, portava nel Saronnese e Varesotto]. Sempre in quegli anni si era dato avvio alla sistemazione del tratto stradale che da Cogliate conduceva a Barlassina, provvedendo a ridurre l'eccessiva pendenza del vecchio percorso. In precedenza, si era provveduto a sistemare il pozzo per l'acqua potabile, ubicato nei pressi della chiesa parrocchiale. I lavori furono eseguiti tra il 1823 ed il 1824.
Nel 1828 furono avviati lavori di risistemazione dell'ormai decrepita casa parrocchiale: tra le altre opere, fu riparato il tetto del granaio, posto sopra la sacrestia dove veniva messo il grano della Chiesa.
L'anno seguente si provvide ad acquistare tre nuove campane per la chiesa sussidiaria dei Santi Cosma e Damiano. Anche il campanile della sussidiaria fu rifatto quasi totalmente. Nel 1831 fu costruito il nuovo castello in ferro delle tre campane. Nella stessa chiesa, nell'anno 1832 il pittore De Micheli dipinse ad affresco le immagini dei santi Antonio e Sebastiano, poste sulle pareti laterali all'altare maggiore.
Altri consolidamenti e rifacimenti si fecero negli anni seguenti come la messa in funzione del meccanismo dell'orologio pubblico, il campanile della chiesa parrocchiale, l'ampliamento del cimitero.
La brughiera delle Groane, con i suoi boschi, i prati, i corsi d'acqua, le alture, costituiva un ambiente ideale per scenari di guerra. L'esercito austriaco vi tenne diverse esercitazioni in molti periodi, soprattutto in estate ed autunno. Tra il primo agosto ed il 17 settembre 1842, soggiornarono centinaia di soldati che usufruirono dell'alloggio presso le abitazioni cogliatesi per la modica somma di un centesimo al giorno. La maggior parte della truppa alloggiava nelle tende da campo, ubicate tra Cogliate e Barlassina.
Vi era molta richiesta per le candele di sego, che sergenti e cadetti del collegio di San Luca consumavano in modo rilevante. Anche il facchinaggio, l'affitto di bestiame, carri da trasporto e paglia erano molto richiesti. Il 29 settembre 1842, la deputazione comunale, inviarono il conto spese di L. 336 e 83 centesimi all'Imperial Regio Commissario distrettuale di Barlassina per "l'alloggiamento militare stazionato in questo Comune". Un altro conto di L. 801,05 fu presentato nell'ottobre del 1844.

#### Servizi pubblici a Cogliate durante il Lombardo-Veneto
La scuola elementare minore comunale, nel 1846, risulta essere divisa nelle due sezioni maschile e femminile:, la sezione maschile era frequentata da 125 alunni, mentre quella femminile era momentaneamente chiusa, essendo vacante il posto di maestra. L'assistenza sanitaria era garantita dal medico che, nel 1846, si occupava dei malati residenti nei comuni di Cogliate, Misinto, Ceriano Laghetto, Lazzate e Cermenate per un totale di 6.340 assistiti. Era aperto anche l'ufficio di ostetrica, per i Comuni di Cogliate, Misinto e Lazzate.
Il servizio di farmacia era assicurato, nel distretto di Barlassina, da dottori residenti a Seregno, a Desio, a S. Pietro Martire di Seveso e a Cesano Maderno.
Tre erano gli uffici postali funzionanti, nel 1856, nel territorio distrettuale di Barlassina: a Seregno, a Desio e a Barlassina.
Tre erano le stazioni dell'imperiale regia gendarmeria, ubicate nel distretto di Barlassina:
1) stazione di Barlassina, con 5 gendarmi a piedi, 6 stanze d'alloggio e una stanza d'arresto.
2) Stazione di Cascina Amata di Cantù, con 5 gendarmi a piedi, 3 stanze d'alloggio e una stanza d'arresto.
3) Stazione di Desio, con 5 gendarmi a piedi, 9 stanze d'alloggio e una stanza d'arresto.

### Cogliate nel Regno d'Italia
Nel 1859 Cogliate entrò a far parte del Regno di Sardegna e quindi nel Regno d'Italia. Il Regio Decreto del 9 febbraio 1869 ripristinò, come in svariati altri casi, le disposizioni di quello del 1809, e Cogliate si vide nuovamente privata della propria autonomia per essere annessa al Comune di Ceriano Laghetto. Le spinte separatiste rimasero comunque forti, e sfociarono il 20 luglio 1919 nel decreto che ristabilì il Comune di Cogliate.

### Simboli
Lo stemma e il gonfalone sono stati concessi con regio decreto del 12 maggio 1942.
Gli alberi nello stemma descrivono l'ambiente naturale che caratterizza il territorio comunale, situato su un lieve rialzo, ai margini boschivi delle Groane. Un albero è anche la principale figura araldica nel blasone dei Frigerio di Milano, famiglia collegata a Cogliate per la sua attività di carattere benefico e che lì aveva istituito una delle sue sette opere pie (d'azzurro, all'albero bagolaro, nodrito sulla pianura erbosa; col capo d'oro, caricato dell'aquila di nero, coronata dello stesso.)
Il gonfalone è un drappo di azzurro.

### Evoluzione demografica
Abitanti censiti

### Etnie e minoranze straniere
Secondo i dati ISTAT, al 31 dicembre 2010 la popolazione straniera residente era di 353 persone, pari al 4,19% di tutti i residenti. Le nazionalità maggiormente rappresentate in base alla loro percentuale sul totale della popolazione residente erano:
| Pos. | Cittadinanza | Popolazione |
| ---- | ------------ | ----------- |
| 1    | Marocco      | 123         |
| 2    | Romania      | 58          |
| 3    | Albania      | 36          |
| 4    | Tunisia      | 32          |
| 5    | Ucraina      | 14          |

## Geografia antropica

### Frazioni

#### Cascina Nuova
Cascina Nuova è una località popolata da circa 560 abitanti. Dal 1925 costituisce parrocchia a sé stante, ma amministrativamente dipende per due terzi dal comune di Misinto e per un terzo dal comune di Cogliate. A Cascina Nuova, nella porzione dipendente da Misinto, fino a giugno 2009 si trovava la sede del Comitato Locale Alte Groane della C.R.I (Croce Rossa Italiana), che si è successivamente spostata nella più adatta sede situata a Misinto in Via Marconi angolo Via Zocco del Prete. La chiesa principale è di proprietà cogliatese ma è controllata da Misinto.

#### San Damiano
È una località con circa 150 abitanti situata tra i comuni di Ceriano Laghetto e Cogliate, in cui spicca il caratteristico Santuario della Beata Vergine dell'Annunciazione, punto focale della tradizionale festa popolare della Madòna de marz, che si affianca alla ricorrenza religiosa dell'Annunciazione, organizzata in collaborazione con l'adiacente comune di Ceriano Laghetto.

## Sport
A Cogliate ha sede la squadra di calcio A.S.D. Cogliatese militante in Seconda Categoria.